# Siete Palmas (Formosa)
Siete Palmas é um município da Argentina, localizada na província de Formosa.